# Esperant la nit
Esperant la nit (títol original en francès En attendant la nuit) és una pel·lícula dramàtica de fantasia franco-belga dirigida per Céline Rouzet i estrenada el 2023. Aquest és el primer llargmetratge de ficció de la directora. Ha estat subtitulada al català.
La pel·lícula va guanyar el Premi Especial del Jurat al 31è Festival Internacional de Cinema Fantàstic de Gérardmer el 2024.

## Argument
A finals de la dècada de 1990, Philemon es va traslladar amb la seva família a un barri tranquil dels suburbis amb l'esperança de portar una vida normal. Quan coneix i s'enamora de la seva veïna Camilla, Filemó s'arrisca a exposar el seu secret: necessita sang humana per sobreviure.

## Repartiment
- Mathias Legoût Hammond : Philémon Féral
- Céleste Brunnquell : Camila Berthier
- Élodie Bouchez : Laurence Féral
- Jean-Charles Clichet : Georges Féral
- Laly Mercier : Lucie Féral
- Anne Benoît : Hélène Noisy
- Louis Peres : Charles
- Angèle Metzger : Clémence
- Bakary Diombera : Simon
- Noah Lazhar : un amic de Charles

## Producció
El rodatge de la pel·lícula té lloc principalment al Doubs, a la Grand Besançon i al poble de Devecey. L'escena final té lloc al Pont de l'Abîme, a l'Alta Savoia.
L'escena inicial va ser filmada a l'Hospital de Val-de-Saône-Pierre-Vitter, a Gray, a l'Alt Saona. Les escenes de cinema es van rodar al Kursaal de Besançon, on va tenir lloc una de les preestrenes de la pel·lícula, el 29 de maig de 2024.

## Estrena
La pel·lícula es presenta a la 80a Mostra Internacional de Cinema de Venècia, el setembre de 2023, a la categoria Orizzonti

## Crítiques
Al lloc web de l'agregador de ressenyes Rotten Tomatoes, el 88% de les 8 crítiques són positives, amb una valoració mitjana de 6,3/10. La pel·lícula ha estat descrita com "una resposta de la Gen Z a La saga Crepuscle, sense baralles, però amb èmfasi en la dinàmica familiar i els comentaris socials".

## Premis
- Festival Internacional de Cinema Fantastic de Gérardmer 2024] Premi Especial del Jurat[10]
- Festival de Cinema Fantàstic de Bilbao (Espanya) 2024: Premi Fantrobia (Director emergent)
- FIJA (París) 2024: Premi al millor actor (Mathias Hammond Legoût)
- Festival Internacional de Cinema de Brussel·les 2024: Premi del Jurat i Premi al Millor So
- Festival Internacional de Cinema de Brussel·les 2024: Premi al millor actor (Mathias Hammond Legoût) i premi a la millor actriu (Elodie Bouchez)
- Festival Internacional de Cinema de Hof (Alemanya) 2024 : prremi Pharos Shiver Screen Award